# U.S. Men's Clay Court Championships 2008
L'U.S. Men's Clay Court Championships 2008 è stato un torneo di tennis giocato sulla terra rossa. È stata la 98ª edizione del U.S. Men's Clay Court Championships, che fa parte della categoria International Series nell'ambito dell'ATP Tour 2008. Si è giocato al River Oaks Country Club di Houston in Texas negli Stati Uniti dal 14 al 20 aprile 2008.

## Campioni

### Singolare
Marcel Granollers ha battuto in finale  James Blake con il punteggio di 6–4, 1–6, 7–5.

### Doppio
Ernests Gulbis /  Rainer Schüttler hanno battuto in finale  Pablo Cuevas /  Marcel Granollers con il punteggio di 7–5, 7–6(3).